# ANFO

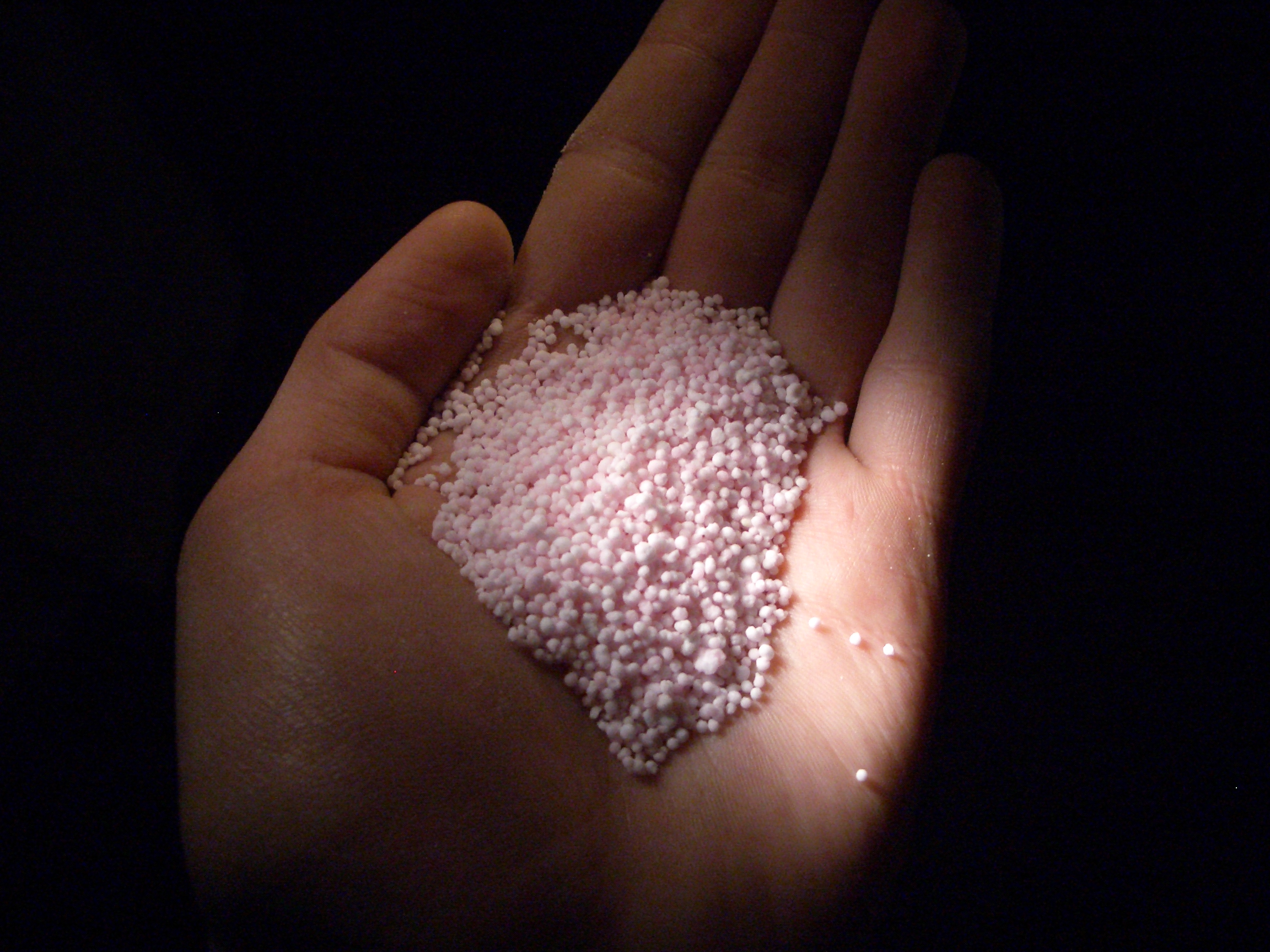
Ammoniumnitraat-pellets die gebruikt worden bij de productie van ANFO.

ANFO is het acroniem van Ammonium Nitrate & Fuel Oil, oftewel een mengsel van 94% ammoniumnitraat als oxidator en 6% van een koolwaterstof zoals dieselolie (of benzine, kerosine, huisbrandolie of een koolhydraat zoals melasse of suiker).
ANFO is een tertiair explosief (ongevoelig en moeilijk tot ontploffing te brengen) en kan niet met een ontsteker tot ontploffing worden gebracht. Hiervoor is een secundair explosief ('normale' springstof) en ontsteker nodig. ANFO heeft in de mijnbouw het dynamiet grotendeels verdrongen.
Door aluminiumpoeder te mengen met de ANFO (ANFOAL) wordt de gevoeligheid en explosie-energie verhoogd, dit wordt echter om kostenredenen niet vaak gedaan. Bij de autobomaanslag in Oslo in juli 2011 werd ANFOAL gebruikt.
ANNM is theoretisch gezien ook een ANFO, al wordt meestal de -inmiddels bekende- eigen naam 'ANNM' gebruikt. De afkorting 'ANNM' staat voor Ammonium Nitrate & Nitro Methane.

## Aanslagen met ammoniumnitraat
Doordat ammoniumnitraat ook gebruikt wordt als stikstofhoudende kunstmest is het relatief makkelijk in grote hoeveelheden te verkrijgen. Daardoor werd ANFO ook veel gebruikt in oorlogsgebieden of in terroristische aanslagen, onder andere door de Revolutionaire Strijdkrachten van Colombia (FARC) en de IRA, of in autobommen zoals bij de bomaanslag op het World Trade Center in 1993.
De bomaanslag door Timothy McVeigh, in Oklahoma City in 1995, werd gepleegd met een vrachtwagen vol ammoniumnitraat en nitromethaan.
De bomaanslag door Anders Behring Breivik, in de regeringswijk van de Noorse hoofdstad Oslo op 22 juli 2011, werd veroorzaakt door explosieven op basis van ammoniumnitraat dat onttrokken werd uit kunstmeststof.